# Cornucopiella fusispora
Cornucopiella fusispora är en svampart som först beskrevs av Petter Adolf Karsten, och fick sitt nu gällande namn av Seifert 1985. Cornucopiella fusispora ingår i släktet Cornucopiella, divisionen sporsäcksvampar och riket svampar.   Inga underarter finns listade i Catalogue of Life.